# День рятівника
День рятівника — свято, яке відзначається в Україні щорічно 17 вересня.

## Законодавче запровадження
Встановлене 12 вересня 2008 року указом Президента України на підтримку ініціативи громадськості та Міністерства України з питань надзвичайних ситуацій та у справах захисту населення від наслідків Чорнобильської катастрофи.

## Перелік осіб
День рятівника святкують працівники та добровольці:
- аварійно-рятувальних служб,
- пожежної охорони,
- інших спеціальних формувань, а також громадяни, які внесли свій внесок у справу ліквідації наслідків надзвичайних ситуацій техногенного та природного характеру, захисту життя і здоров'я людей.

## Історія
з 1995 по 2004 в Україні відзначалося професійне свято День працівника пожежної охорони. Свято було введене згідно з Указом Президента України від 2 січня 1995 № 7/95.
З 1998 по 2003 в Україні відзначали також професійне свято День рятівника. Свято було встановлено Указом Президента України «Про День рятівника» від 22 жовтня 1998 № 1170/98 та відзначалося щорічно в останню суботу жовтня.
27 серпня 2004 Указом Президента України святкування Дня працівника пожежної охорони та Дня рятівника було скасовано у зв'язку з встановленням професійного свята Дня працівників цивільного захисту, яке відзначалося з 2004 по 2007 щорічно 17 вересня.
Таким чином, у 2004 році працівники пожежної охорони відмітили своє професійне свято двічі.
12 вересня 2008 Президент України своїм указом скасував День працівників цивільного захисту, натомість встановивши День рятівника. Свято є не лише професійним, оскільки його відмічають також громадяни, які внесли свій внесок у справу ліквідації наслідків надзвичайних ситуацій техногенного та природного характеру, захисту життя і здоров'я людей.

## Оперативно-рятувальна служба України
Кодексом цивільного захисту України головним аварійно-рятувальним підрозділом держави визначено Оперативно-рятувальну службу цивільного захисту України Державної служби України з надзвичайних ситуацій.

## Галерея

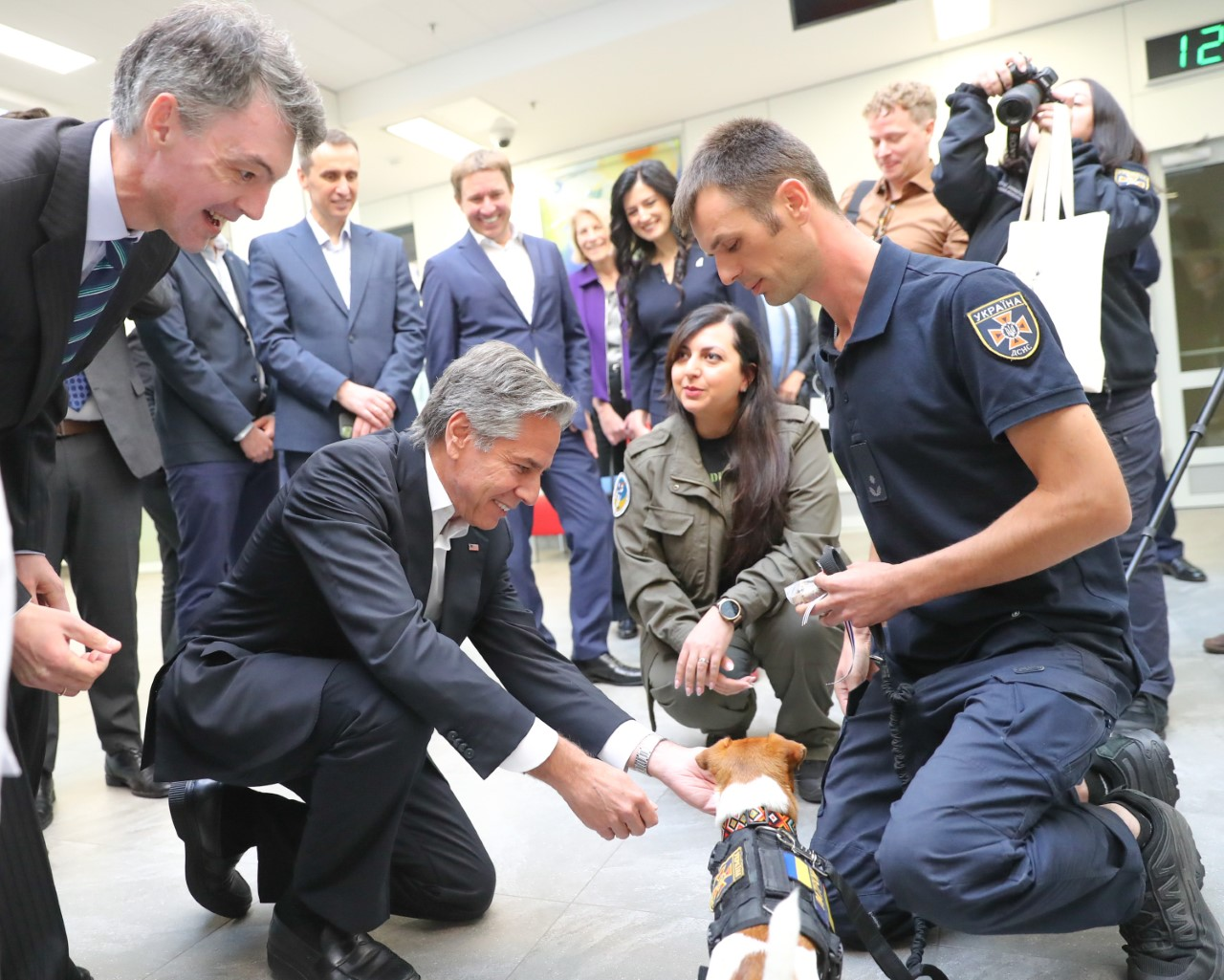
Пес Патрон – найвідоміший рятівник України у світі
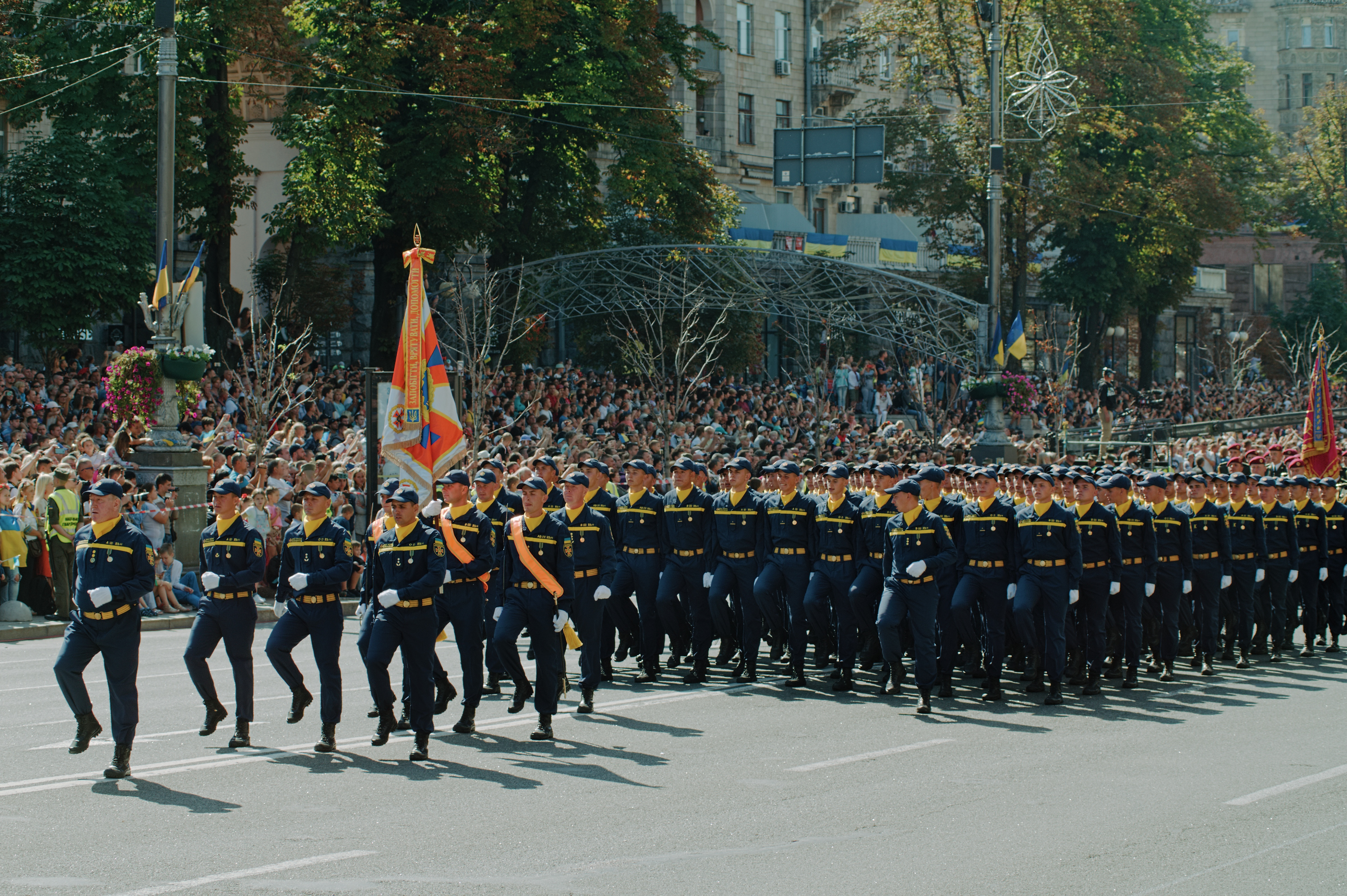
Рятівники України на військовому параді
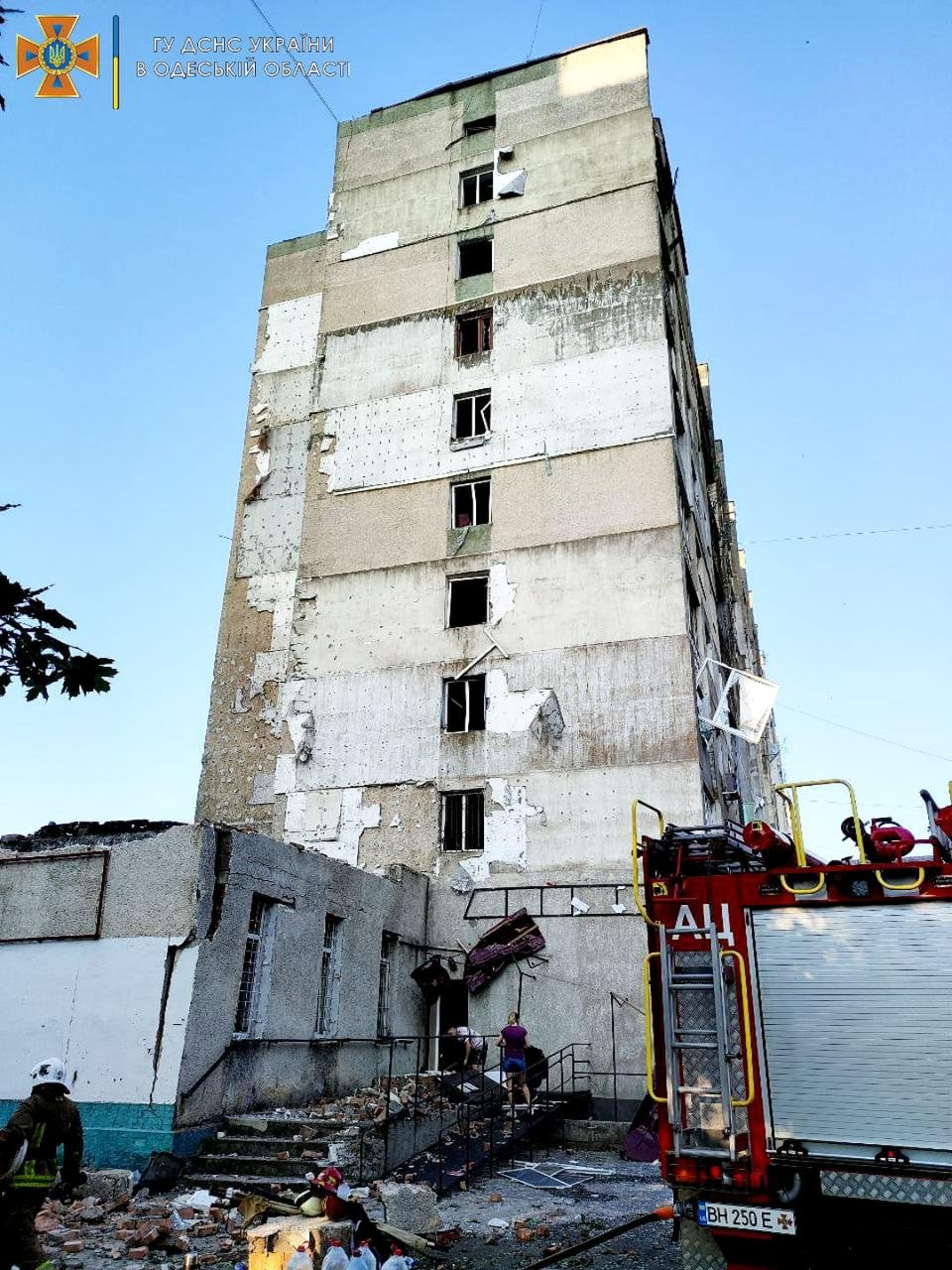
Рятувальники у Сергіївці на Одещині, після ракетного удару російського агресора
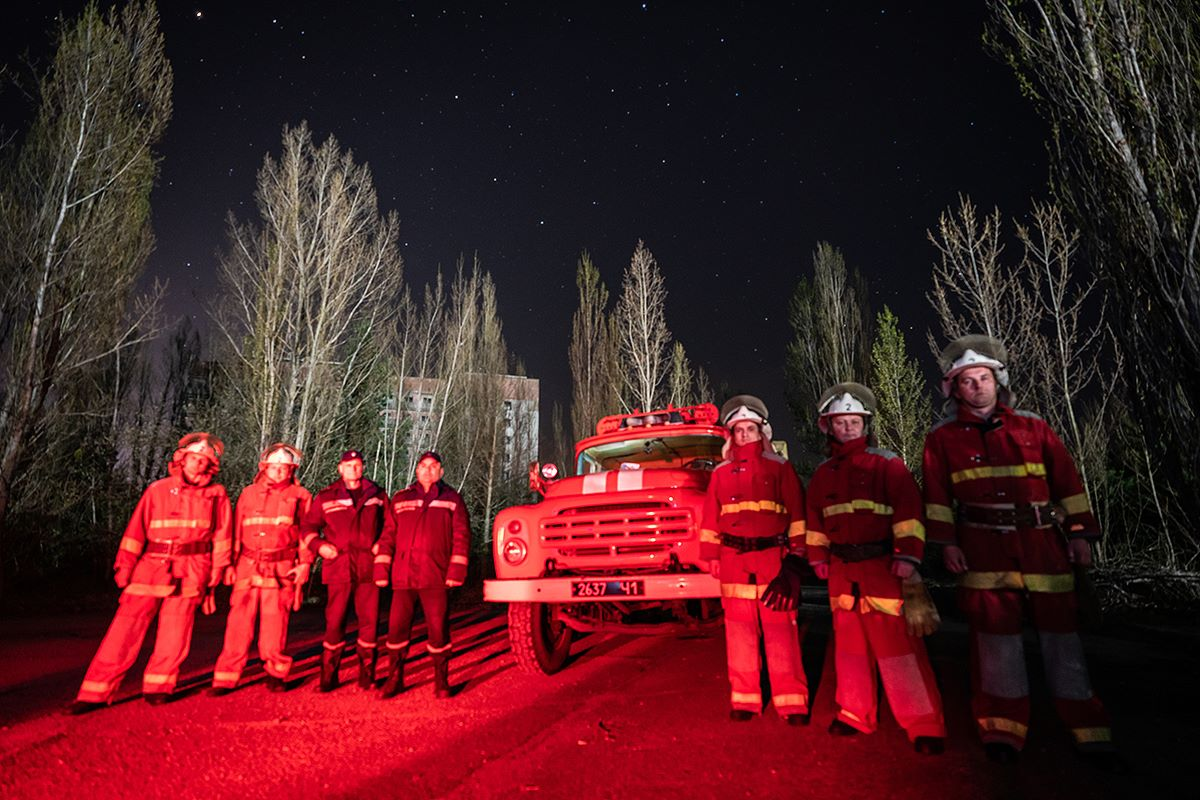
Рятівники у Чорнобильській зоні
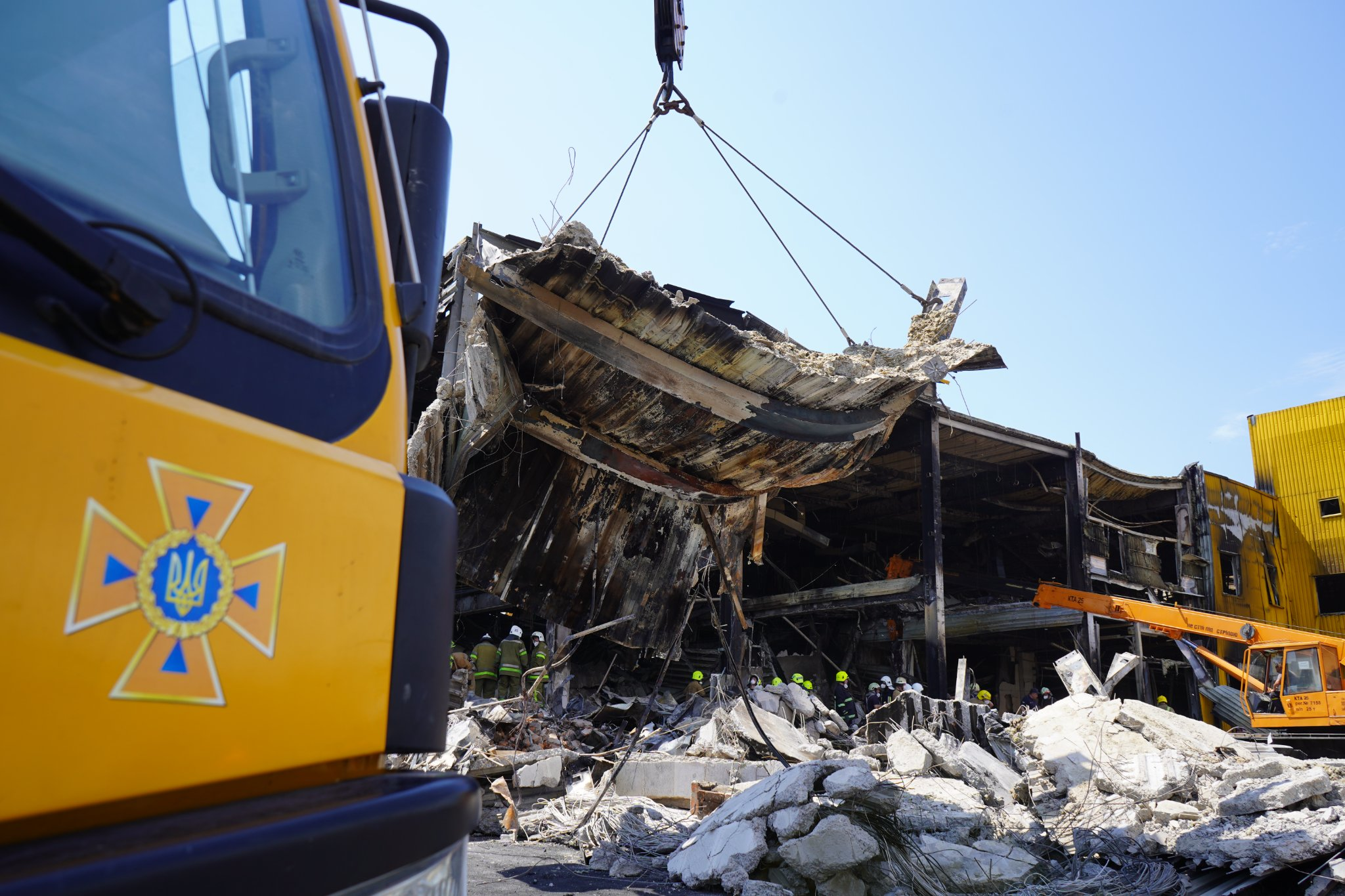
Рятувальники розбирають завали після бомбардувань російських загарбників у Кременчуці